# Сілосон Старший
Сілосон Старший (*Συλοσών, VI ст. до н. е.) — тиран Самосу з 560 року до н. е.

## Життєпис
Походив з впливового самоського роду. Син Каллітела. Очолював військо та флот у війні з південноеолійськими містами Малої Азії. Успішні дії в ході війні сприяли підвищенню ваги та авторитету Сілосона. Зрештою здійснив заколот проти аристократії й встановив тиранію. Роки його правління різняться — за одними відомостями володарював у 590–560 роках до н. е., що видається малоймовірним з огляду на тривалість та родинний зв'язок з Полікратом (був небіжем Сілосона), що мешкав набагато пізніше. За іншою версією, більш правдоподібною, став тираном у 560 році до н. е. За власний кошт звів храм Гери. Аріхтекторами були Рейкос та Феодор. Втім тиранія Сілосона Старшого тривала недовго — було повалено аристократією або демосом. Точний рік цієї події невідомий. З огляду на те, що його брат Еак, батько Полікрата, зумів залишитися на Самосі й зберегти майно, статки, тиранія Сілосона не мала широкої опори серед громадян.